# Vesna Bedeković
Vesna Bedeković (ur. 22 lutego 1966 w Bjelovarze) – chorwacka polityk, pedagog i działaczka samorządowa, posłanka do Zgromadzenia Chorwackiego, w latach 2019–2020 minister demografii, rodziny, młodzieży i polityki społecznej.

## Życiorys
W 1999 ukończyła studia nauczycielskie na Uniwersytecie Josipa Juraja Strossmayera w Osijeku. W 2005 uzyskała magisterium, a w 2011 doktorat z zakresu pedagogiki na Uniwersytecie w Zagrzebiu. W latach 1987–2004 pracowała w szkołach podstawowych, następnie przez rok w szkole średniej. W latach 2005–2009 była dyrektorem departamentu spraw społecznych w administracji żupanii virowiticko-podrawskiej. Później do 2016 pełniła funkcję dziekana w szkole wyższej kształcącej w zakresie zarządzania w Viroviticy.
Wstąpiła do Chorwackiej Wspólnoty Demokratycznej (HDZ). W latach 2007–2009 była członkinią zarządu gminy Pitomača. Od 2009 do 2013 zasiadała w radzie żupanii. W 2016 objęła mandat posłanki do Zgromadzenia Chorwackiego IX kadencji.
W lipcu 2019 w trakcie rekonstrukcji gabinetu została powołana na stanowisko ministra demografii, rodziny, młodzieży i polityki społecznej w rządzie Andreja Plenkovicia. W 2020 z listy HDZ wybrana na posłankę do chorwackiego parlamentu kolejnej kadencji. W lipcu tegoż roku zakończyła pełnienie funkcji ministra. W 2024 nie została ponownie wybrana do parlamentu, mandat poselski objęła jednak na początku kadencji w miejsce Igora Androvicia.